# 金飾章
金飾章（阿拉伯语：‎）是《古蘭經》第43章（蘇拉），共計89節（阿亞）。著名的中國《古蘭經》翻譯家馬堅將「金飾」音譯為助赫魯弗。

## 外部連結
- （中文）金飾章導讀 （页面存档备份，存于）
- （英文）（阿拉伯文）Altafsir.com （页面存档备份，存于）-金飾章注釋